# Masía Fortificada Torre de la Regenta
La Masía Fortificada Torre de la Regenta, en Alquerías del Niño Perdido, comarca de la Plana Baja, Castellón, es un complejo de edificios agrícolas con carácter residencial que presentan fortificación, de la que destaca la torre defensiva y de vigilancia. Está ubicada en el límite del término municipal de Alquerías del Niño Perdido junto al de Burriana. Presenta una declaración genérica como Bien de Interés Cultural, con anotación ministerial 68, datada el 8 de febrero de 2010. Presenta código identificativo como Patrimonio de la Generalitat Valenciana número: 12.06.901-002. Esta catalogación le permite tener una protección desde la promulgación del Decreto de 22 de abril de 1949 de Protección de los Castillos Españoles por ser monumentos representativos de la arquitectura militar dentro del Tipo de Torre, recogida en el Inventario de Protección del Patrimonio Cultural Europeo de 1968. Bien de Interés Cultural: Monumento y Zona de Protección Arqueológica sujeto a las disposiciones establecidas en la Ley 5/2007 de la Generalitat, de modificación de la Ley 4/1998, de 11 de junio, del Patrimonio Cultural Valenciano.
La masía está entre campos de cultivo de naranjos. Se cree que la torre pudo ser parte del sistema defensivo de Burriana, del que posiblemente también formaran parte al Este la torre de Calatrava y por el Nordeste la de Vinagrell.

## Descripción histórico-artística
Algunos autores, como A. Ventura (2004), consideran que la Regenta es una torre y antigua alquería medieva, que se conocía por “Bonastre”, y que se encontraba en el término municipal de Alqueries. Otros, como J. Aparici y V. Edo (2004), consideran que la primera noticia documental de que se dispone sobre Bonastre está fechada en 1348, momento en el que la denomina como "puebla", nombre que cambia a partir del año 1482 cuando todas las referencias directas a Bonastre harán mención a una alquería o casal que tenía una almazara que pasó a manos de los musulmanes pese a las condiciones impuestas por el concejo municipal de Villarreal de que debería ser establecimiento cristiano. Así en 1527 era Mafomat Alfaquí hace mención de la masía con el nombre de “Bonastre”, indicando además la posesión de la almazara. La torre tuvo diversos propietarios a lo largo de la historia, pudo pertenecer a Daimus de Carabona, en el siglo XVI fue propiedad del regente del Supremo Consejo de Aragón, Juan de Sentís (1570), a partir de 1587 figuran como titulares del molino los hijos y herederos del regente del Consejo Supremo de Aragón Joan Sentís (entre los cuales estaba su esposa, conocida como La Regenta).
Se trata de un edificio residencial, una villa de recreo que se construyó sobre una alquería medieval, de la época de la dominación musulmana de la península ibérica. El conjunto está formado por diversos edificios contiguos, que presentan una distribución en torno a 3 patios, entre los cuales destaca, debido a su buen estado de conservación e integración con el resto, la torre medieval que da nombre a la masía.
Es una torre de planta cuadrada, de fábrica de mampostería y refuerzos de sillería en las esquinas, puertas y ventanas; estas presentan forma lobulada a estilo mudéjar. También puede verse la presencia de ladrillo cocido entre los materiales de su construcción.
La torre mide 5,10 metros por 6,70 de planta alcanzando una altura de 11,10 metros. Presenta tres planta baja, dos pisos altos con saeteras y terraza almenada. El acceso a la torre se realiza a través de una puerta de arco de medio punto con dovelas situada en dirección sur. Al entrar la sala se cubre con bóveda de cañón y presenta en la pared orientada al Oeste la abertura que permitía el acceso a las plantas superiores mediante una escalera de mano.
Durante el siglo XVII, al utilizarse como torre vivienda agrícola, fue objeto de grandes transformaciones, como la construcción anexa a la pared sur de la torre de una vivienda y la apertura de un portón en el muro de la torre a la altura de la segunda planta para acceder a esta a través de una nueva escalera de albañilería. La planta baja se convirtió en cocina y se abrieron ventanas, lobuladas, orientadas al sur y al este. Hacia 1900 se construyó una habitación elevada que unía el hastial Norte de la torre con otro edificio residencial, pero este elemento no existe actualmente.
Más tarde, en el año 1967 esta torre fue rehabilitada y se eliminó un palomar que impedía distinguir sus almenas.
La torre, que en la actualidad es una propiedad privada con acceso restringido, se ubica en el centro de un vallado en el que se incluye otro edificio residencial, y el resto de dependencias agrícolas, donde puede observarse un patio adoquinado con pozo, situado frente al paramento Este de la torre.